# Oka Diputra
 (mai 2009).
Oka Diputra est un créateur de mode indonésien, originaire de l'île de Bali.

## Biographie
Le 27 novembre 2004, il participe à une présentation de créations de stylistes indonésiens, à Kuala Lumpur, durant l'Asia Fashion Week.
En janvier 2009, il participe aussi à la Hong Kong Fashion Week et le 26 janvier, a  présenté à Dubaï une collection de robes du soir inspirées par l'Orient. Il joue avec une palette de couleurs lavande, beige et rouge et sa « marque de fabrique » : la coupe en biais.
Le 14 décembre, il a participé à un défilé de groupe (avec d'autres stylistes indonésiens) et présenté comme dit le Jakarta Post « une collection basée sur ses couleurs fétiches rouge et noir... inspirée par l'Extrême-Orient, le kimono et l'art de l'origami, avec des applications de soie sur ses vêtements. »
Il participe en 2010 à l' Asian Designers Collection à Tokyo et le 26 mars au Quest Hall à Harajuku, défilé en clôture du JFW (Semaine de la Mode Japon printemps 2010), par treize designers venus de neuf cités du continent asiatique.

## Galerie

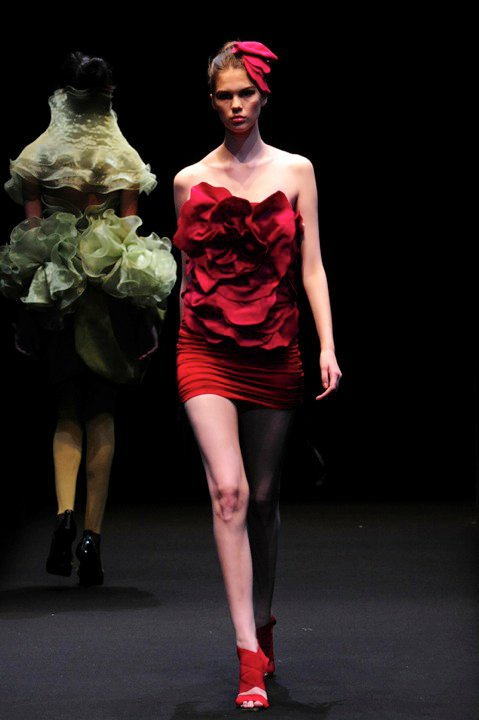
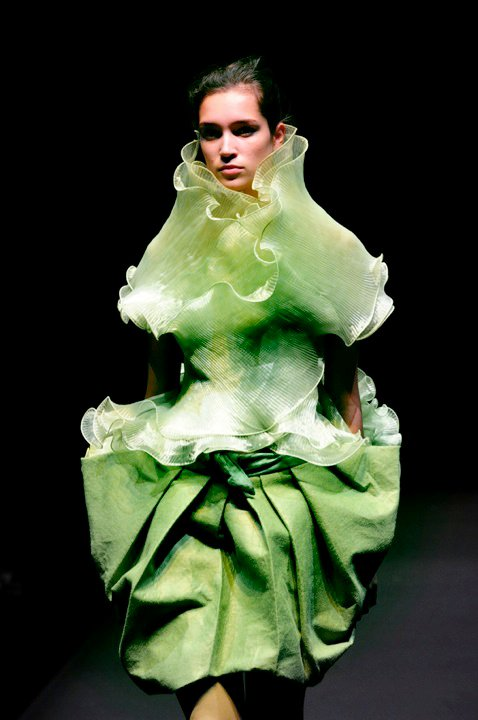
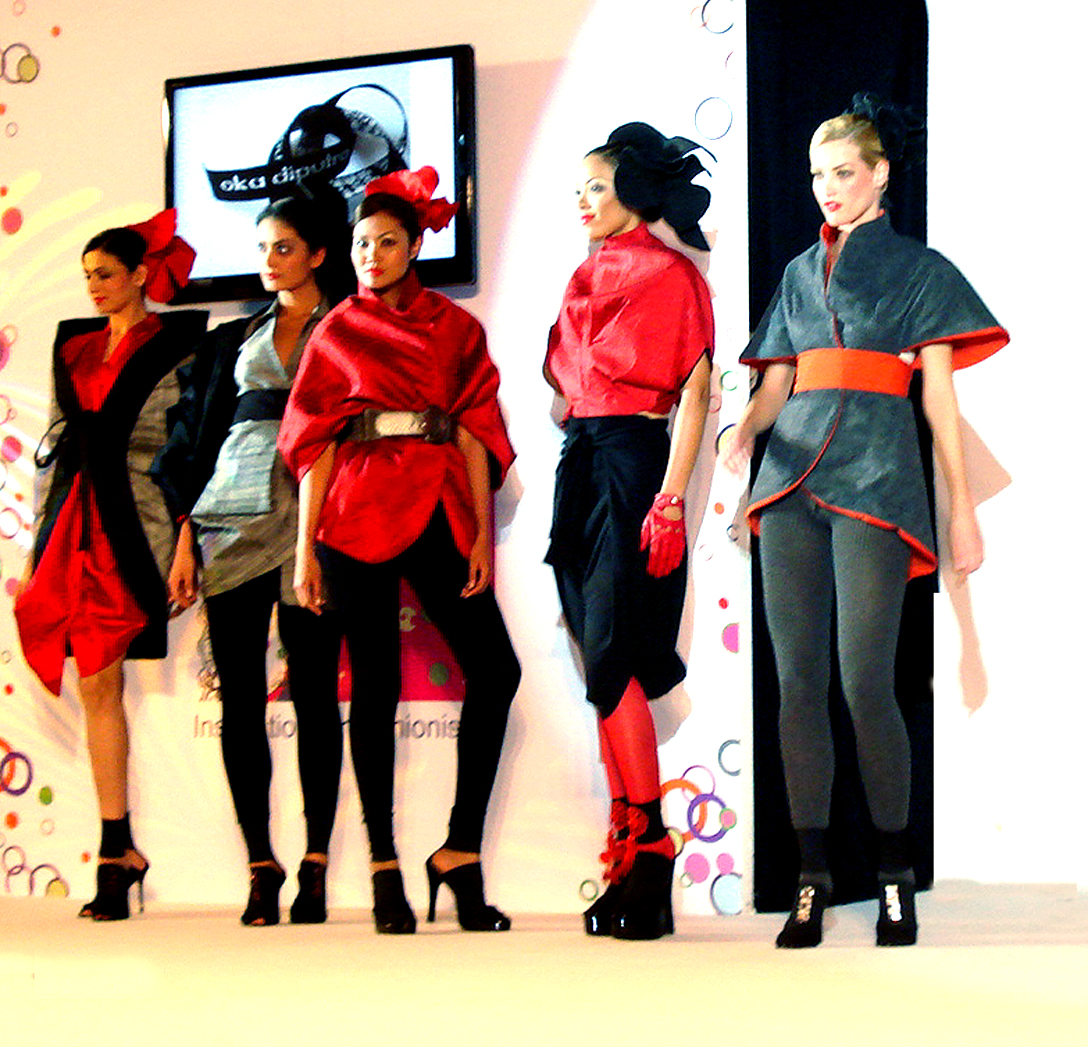
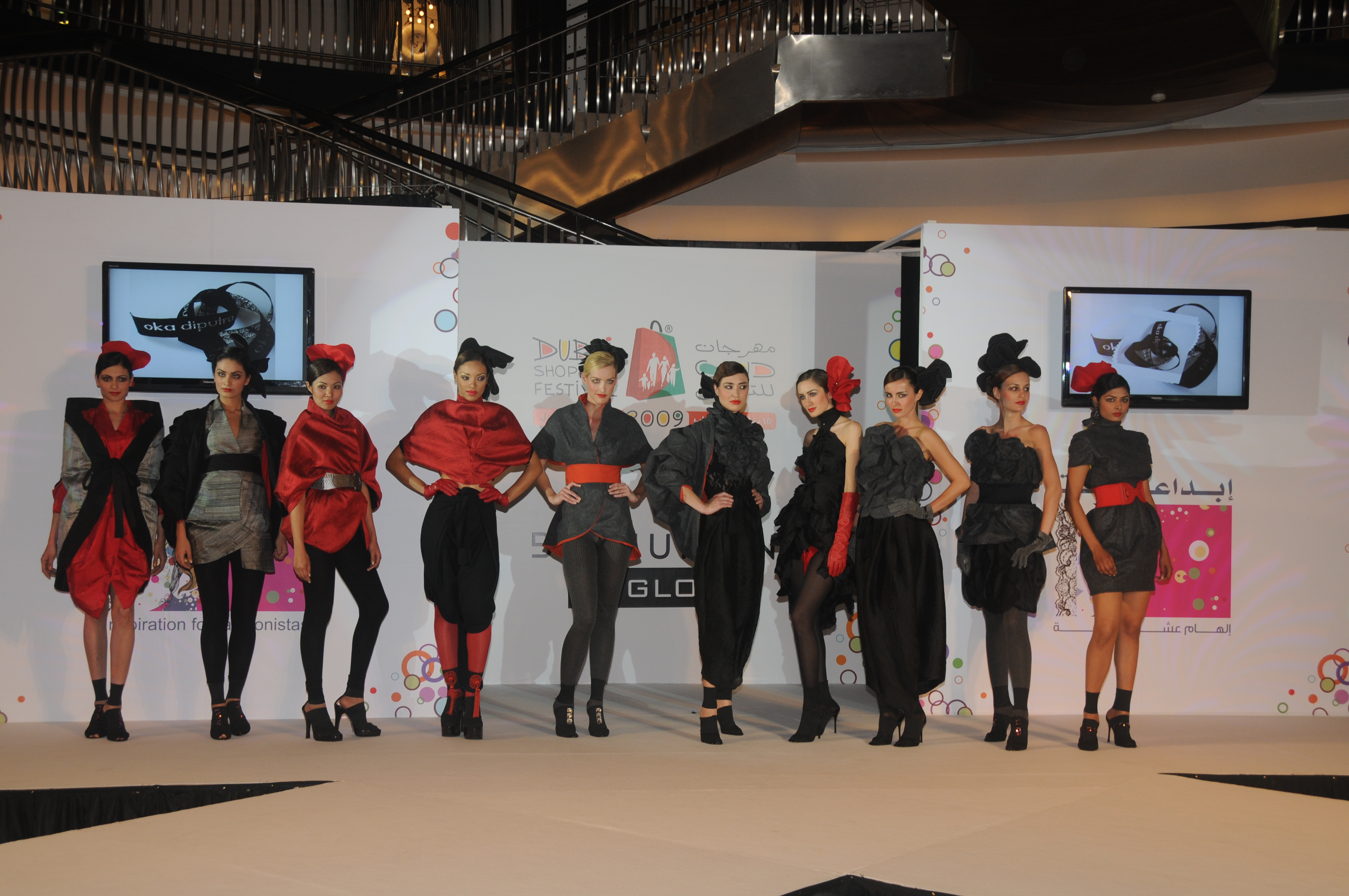
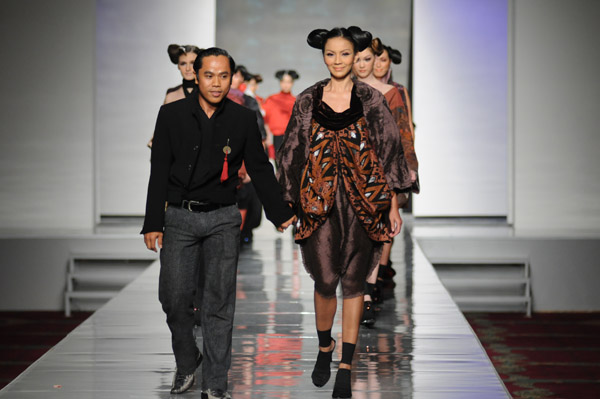
à Jakarta en décembre 2008